# Sabayon Linux
Sabayon Linux byla distribuce operačního systému GNU/Linux založená na Gentoo Linux. Byla vytvořená a spravovaná Fabiem Erculianim.
Sabayon na rozdíl od distribuce Gentoo, která instaluje celý operační systém ze zdrojových kódů, instaluje nejdříve vše za použití předkompilovaných binárních balíčků. Distribuce byla dostupná pro 64bitovou platformu.
Distribuce byla také dostupná jako živá distribuce na CD nebo DVD a byla možnost také instalace na disk.

## Historie
Jméno této distribuce je odvozeno od italského moučníku sabayon vyrobeného z vaječných žloutků, cukru, sladkého likéru (obvykle víno Marsala) a občas z krému nebo z celých vajec. Sabayon byl dříve znám jako RR4 Linux nebo RR64 Linux. V roce 2020 byla oznámena nástupnická nová verze pod jiným názvem Mocaccino OS.